# قبلي وبعدي
يستخدم المصطلحان القبْليّ (a priori) («في وقت سابق») والبَعديّ (a posteriori) («في وقت لاحق») في الفلسفة (نظرية المعرفة) للتمييز بين نوعين من المعرفة، وهما التبرير أو الحجاج. إن المعرفة أو التبرير القبليّ يكون مستقلاً عن الخبرة (على سبيل المثال «جميع العزاب غير متزوجين»)؛ بينما المعرفة أو التبرير البعديّ يكون معتمدًا على الخبرة أو الدليل التجريبي (على سبيل المثال «بعض العزاب سعداء جدًا»). ويكون المرجع في التبرير البعديّ هو التجربة، لكن المسألة تتعلق بكيفية معرفة الفرد بالافتراض أو الادعاء في السؤال - ما المبرر أو ما الأسس التي بنى عليها اعتقاده. وكتب جالين ستراوسون (Galen Strawson) أن الحجة القبليّة هي التي من خلالها «يمكنك إدراك الحقيقة بينما تكون متكئًا على أريكتك. ولا تكون مضطرًا إلى النهوض من على أريكتك والخروج ودراسة الطريقة التي تسير بها الأمور في العالم المادي. ولست مضطرًا إلى إجراء أي تجارب علمية». هناك العديد من وجهات النظر حول هذين النوعين من التأكيدات، وعلاقتهما تعد واحدة من أقدم المشكلات في الفلسفة الحديثة.
يستخدم هذان المصطلحان في المقام الأول على أنهما صفات لتعديل اسم «المعرفة»، أو يتم التعامل معهما على أنهما أسماء مركبة تشير إلى أنواع المعرفة (على سبيل المثال، «معرفة قبليّة»). ومع ذلك فإن المصطلح «القبليّ»، يستخدم على أنه صفة لتعديل أسماء أخرى مثل «الحقيقة». إضافة إلى ذلك، يقوم الفلاسفة في كثير من الأحيان بتعديل هذا الاستخدام. على سبيل المثال، يستخدم مصطلحا «البداهة (apriority)» و«الاستدلال (aprioricity)» في كثير من الأحيان على أنه اسم للإشارة (تقريبًا) إلى نوعية المعرفة «القبليّة».
على الرغم من اختلاف تعريفات واستخدام المصطلحات في تاريخ الفلسفة، إلا أنها دائمًا ما توصف بفكرتين معرفيتين منفصلتين. ويمكن إدراك التمييز القبليّ بين المعرفة القبليّة والبعديّة في الأمثلة. للاستعارة من جيري فودور (2004)، واتخاذ المقترح المفصح عنه بواسطة القرار، «ملك جورج الخامس حكمه من 1910 حتى 1936». وهذا أمر (إذا صح) على المرء أن التوصل بالمعرفة البعديّة، لأنه يعبر عن الواقع التجريبي المجهول السبب فقط. وفي المقابل، عند النظر في المسألة، «إذا حكم جورج الخامس مدة لا تقل عن أربعة أيام، ثم حكم لأكثر من ثلاثة أيام». وهذا هو الشيء الذي يعلمه أحد بشكل قبليّ، لأنه يعبر عن بيان أن المرء يمكنه أن يستخلصها من السبب وحدها. وكمثال آخر، تُعد معادلات النماذج المادية في عالمنا معرفة بعديّة، ولكن التلاعب الرياضي البحت لمثل هذه المعادلات تعد معرفة قبليّة.[بحاجة لمصدر]

## الملاحظات
1. 1 2  وفق المصطلحات المستخدمة في كتاب «نقد العقل المحض» لـعمانوئيل كنط، ترجمة سلامة وهبة